# Sårläka
Sårläka (Sanicula europaea) är en växtart i familjen flockblommiga växter. Den är flerårig och upp till 50 cm hög. Bladen är gröna hela vintern, handflikiga och växer i en rosett vid marken, blankt gröna, inga stjälkblad. Blommorna, (juni-juli) är vita eller svagt röda, samlade i små, dubbla flockar. Frukten (ett par millimeter) är mörkbrun och taggig. Växtlokal: skogar och lundar, fuktiga platser, skugga, i södra och mellersta Sverige, ovanlig norr om Gästrikland. Sårläka har använts som sårmedel sedan medeltiden. 